# Adriano de Souza
Pour les articles homonymes, voir De Souza.
Adriano de Souza est un surfeur professionnel brésilien né le 13 février 1987 à Guarujá, dans l'État de São Paulo au Brésil. Il fait partie de la nouvelle génération brésilienne de surf appelée « brazilian storm ». Il est sacré champion du monde de surf en 2015.

## Palmarès et résultats

### Saison par saison
- 2005 :
  - 1er du Rip Curl Pro à Hossegor (France)
  - 1er du Billabong Costa do Sauípe à Costa do Sauípe (Brésil)
  - Champion du monde du circuit Qualifying Series
  - Champion du monde junior

- 2007 :
  - 1er du Gatorade Pro Surf Classic à São Francisco do Sul (Brésil)
- 2008 :
  - 1er du Mark Richards Pro à Newcastle (Australie)
  - 1er du  Billabong Eco Surf Festival à Itacaré (Brésil)

- 2009 :
  - 1er du Billabong Pro Mundaka à Mundaka (Espagne)

- 2011 :
  - 1er du Rip Curl Pro Portugal à Peniche (Portugal)

- 2012 :
  - 2e du Quiksilver Pro Gold Coast à Gold Coast (Australie)[1]
  - 3e du Mr Price Pro Ballito à Ballito (Afrique du Sud[2]
  - 1er du Billabong Pro à Kouga (Afrique du Sud)[3]
  - 3e du Hurley Pro at Trestles à San Clemente (États-Unis)[4]
  - 3e du Rip Curl Pro Portugal à Peniche (Portugal)[5]

- 2013 :
  - 1er du Rip Curl Pro Bells Beach à Bells Beach (Australie)[6]
  - 2e du Billabong Rio Pro à Rio de Janeiro (Brésil)[7]
  - Vice-champion du monde du circuit Qualifying Series

- 2014 :
  - 4e du Volcom Pipe Pro à Banzai Pipeline sur le North Shore d'Oahu (Hawaï)[8]
  - 1er du Hurley Australian Open à Sydney (Australie)[9]
  - 3e du Burton Toyota Pro à Newcastle (Australie)[10]
  - 3e du Quiksilver Pro Gold Coast à Gold Coast (Australie)[11]
  - 3e du Quiksilver Saquarema Prime à Saquarema (Brésil)[12]

- 2015 :
  - 3e du Quiksilver Pro Gold Coast à Gold Coast (Australie)[13]
  - 2e du Rip Curl Pro Bells Beach à Bells Beach (Australie)[14]
  - 1er du  Drug Aware Margaret River Pro à Margaret River (Australie)[15]
  - 2e du Hurley Pro at Trestles à Trestles (États-Unis)[16]
  - 3e du Quiksilver Pro France à Hossegor (France)[17]
  - 1er du Billabong Pipe Masters à Banzai Pipeline, Hawaï[18]
  - Champion de la World Surf League 2015.

### Classements
| Année             | 2005 | 2006 | 2007 | 2008 | 2009 | 2010 | 2011 | 2012 | 2013 | 2014 | 2015 |
| ----------------- | ---- | ---- | ---- | ---- | ---- | ---- | ---- | ---- | ---- | ---- | ---- |
| Championship Tour |      | 20e  | 28e  | 7e   | 5e   | 10e  | 5e   | 5e   | 13e  | 8e   | 1er  |
| Qualifying Series | 1er  |      |      |      |      |      | 6e   | 4e   | 2e   | 12e  |      |